# پاتریک کندی (شناگر)
پاتریک کندی (به انگلیسی: Patrick Kennedy) (زادهٔ ۳ آوریل ۱۹۶۴) شناگر اهل ایالات متحده آمریکا است.